# نجد الجماعي (إب)

تعديل مصدري - تعديل

نجد الجماعي هي مدينة يمنية في محافظة إب، وهي مركز مديرية السبرة، بلغ تعداد سكانها 3478 نسمة حسب الإحصاء الذي أجري عام 2004. ويوجد بها معلم سياحي تاريخي ديني هو الجامع الكبير مسجد الجماعي إحدى أهم التحف المعمارية التاريخية في محافظة إب واليمن عموما، ويزيد عمر بنائه عن 444 عاما، وما يزال قائما حتى الآن.